# Byte
A byte (vagy bájt) általánosan használt tárolókapacitás-mértékegység a számítástechnika és a távközlés terén, jele B (nagy B betű). 
A byte hagyományos megfogalmazása szerint az az adatmennyiség, amelyet egy karakter kódolásához használtak a szövegfeldolgozásban, a legkisebb címezhető egység a számítógép memóriájában. A korai időszakban a byte mérete hardverfüggő volt, később a 8 bites szabvány terjedt el, amely 256 (28) féle számot tárolhat, 0 és 255 között. Szabványos jelentését az ISO 80000 szabvány írja le.

## Történet
A byte-ot mint adatmennyiséget vagy tárolókapacitást mérő egységet először 1956-ban fogalmazta meg Werner Buchholz, az IBM Stretch számítógép korai tervezési szakaszában, ez akkoriban még „1 és 6 bit közötti méretű adategységet” jelentett.
A korai számítógépek különböző binárisan kódolt decimális ábrázolást alkalmaztak, illetve 6 bites kódokat nyomtatható grafikus ábrákhoz. Ezek az ábrák alfanumerikus karaktereket és grafikus szimbólumokat jelenítettek meg. Ezt később kiterjesztették 7 bitre, és ASCII néven szabványosították, lecserélve ezzel az egymással gyakran inkompatibilis távíró kódokat.
Az 1960-as évek elején, az ASCII szabványosítással párhuzamosan az IBM kiadta új modelljét, az IBM System/360 számítógépet, amely 8 bites binárisan kódolt decimális ábrázolást alkalmazott, lecserélve a cég korábbi, 6 bites kódolási szabványát. Ez vezetett később a 8 bites ábrázolás széles körű elterjedéséhez.
Ma a byte széles körű értelmezése 8 bites egységet jelent, de lehet találkozni 6, 7 vagy éppen 9 bit hosszú byte-okkal is.
Ez utóbbit például a PDP–10 36 bites architektúrája használja.

## Byte mint adattípus
Mint adattípussal találkozhatunk vele többek között a Pascal vagy a C programozási nyelvben. Utóbbiban a byte megegyezik az „unsigned char” (előjel nélküli karakter) típussal, mely olyan egész adattípus, ami képes legalább 256 különböző értéket felvenni; a Pascalban mindig 256 féle értéket vehet fel.

## Prefixumok
A byte többszöröseit kifejező szorzók tekintetében értelmezési zavart okoz, hogy e területen is az SI-mértékegységrendszerben használatos előtagokat alkalmazták a byte többszöröseinek kifejezésére, viszont az SI-től eltérően ugyanezen előtagok más szorzót fejeznek, vagy fejezhetnek ki, az alkalmazási területtől függően. Például a „kilo” előtag pontosan egy ezres mennyiséget jelent, míg a számítástechnikában a (hibásan értelmezett) „kilobájt” alatt 1024 bájtot értenek, ami valamennyivel több, mint egyezer. A háttértárak kapacitásának és a hálózat sebességének meghatározásakor ugyanaz az egység más méretet jelent (tíz hatványai), mint például a memória méretének meghatározásakor (kettő hatványai).
Ezt az ellentmondást hivatott feloldani az IEC kiegészítése, amely új mértékegységeket rendelt a bináris szorzókhoz. Az új elnevezések használata a szakmában a kiadást követő években nehezen terjedt.
| Megnevezés | Hagyományos értelmezése | Szabványos értelmezése | Eltérés |
| ---------- | ----------------------- | ---------------------- | ------- |
| kilobyte   | 1024 byte               | 1000 byte              | 2,4%    |
| megabyte   | 1 048 576 byte          | 1 000 000 byte         | 4,9%    |
| gigabyte   | 1 073 741 824 byte      | 1 000 000 byte         | 7,4%    |
| terabyte   | 1 099 511 627 776 byte  | 1 000 000 byte         | 10%     |